# Levani Kavjaradze
Levani Kavjaradze (in georgiano ლევანი ქავჟარაძე?; 21 luglio 1996) è un lottatore georgiano, specializzato nella lotta  greco-romana.

## Biografia
Ai Campionati europei di lotta di Bucarest 2019 ha vinto la medaglia di bronzo nel torneo della lotta greco-romana, categoria -63 chilogrammi.

## Palmarès
| Anno | Manifestazione | Sede       | Evento | Risultato | Note |
| ---- | -------------- | ---------- | ------ | --------- | ---- |
| 2018 | Europei        | Kaspijsk   | 63 kg  | 8º        |      |
| 2019 | Europei        | Bucarest   | 63 kg  | Bronzo    |      |
| 2019 | Mondiali       | Nur-Sultan | 63 kg  | 13º       |      |
| 2020 | Europei        | Roma       | 63 kg  | 8º        |      |